# Herculis 2014
Herculis 2014 – mityng lekkoatletyczny, który odbył się 18 lipca w Monako. Zawody były dziesiątą odsłoną prestiżowej Diamentowej Ligi w sezonie 2014.

## Wstępny program zawodów

### Mężczyźni
| Konkurencja:                  | 1. miejsce              | Rezultat   | 2. miejsce                | Rezultat   | 3. miejsce          | Rezultat    |
| Bieg na 200 m                 | Justin Gatlin           | 19,68      | Nickel Ashmeade           | 19,99      | Christophe Lemaitre | 20,08 SB    |
| Bieg na 400 m                 | LaShawn Merritt         | 44,30      | Gil Roberts               | 44,62      | Isaac Makwala       | 44,90       |
| Bieg na 1500 m                | Silas Kiplagat          | 3:27,64 WL | Asbel Kiprop              | 3:28,45 SB | Ronald Kwemoi       | 3:28,81 WJR |
| Bieg na 3000 m z przeszkodami | Jairus Kipchoge         | 8:03,33    | Conseslus Kipruto         | 8:09,81    | Hillary Yego        | 8:10,23     |
| Bieg na 110 m przez płotki    | Pascal Martinot-Lagarde | 12,95 NR   | Orlando Ortega            | 13,01 PB   | Siergiej Szubienkow | 13,14       |
| Skok wzwyż                    | Bohdan Bondarenko       | 2,40 MR    | Mutazz Isa Barszim        | 2,37       | Iwan Uchow          | 2,34        |
| Skok w dal                    | Li Jinzhe               | 8,09       | Ignisious Gaisah          | 8,01       | Luis Rivera         | 8,00        |
| Rzut dyskiem                  | Piotr Małachowski       | 65,84      | Jorge Fernández Hernández | 65,46      | Gerd Kanter         | 64,98 SB    |

### Kobiety
| Konkurencja:               | 1. miejsce        | Rezultat    | 2. miejsce              | Rezultat    | 3. miejsce         | Rezultat    |
| Bieg na 100 m              | Tori Bowie        | 10,80 WL    | Veronica Campbell-Brown | 10,96       | Murielle Ahouré    | 10,97 SB    |
| Bieg na 800 m              | Ajee Wilson       | 1:57,67 WL  | Eunice Sum              | 1:57,92 SB  | Winnie Nanyondo    | 1:58,63 NR  |
| Bieg na 5000 m             | Genzebe Dibaba    | 14:28,88 WL | Almaz Ayana             | 14:29,19 SB | Viola Kibiwot      | 14:33,73 SB |
| Bieg na 400 m przez płotki | Kaliese Spencer   | 54,09       | Georganne Moline        | 54,73       | Cassandra Tate     | 55,07       |
| Skok o tyczce              | Fabiana Murer     | 4,76        | Jennifer Suhr           | 4,71 SB     | Katerina Stefanidi | 4,71 NR     |
| Trójskok                   | Caterine Ibargüen | 15,31 AR,NL | Jekatierina Koniewa     | 14,89 PB    | Kimberly Williams  | 14,59 SB    |
| Pchnięcie kulą             | Valerie Adams     | 20,38       | Christina Schwanitz     | 19,54       | Michelle Carter    | 19,05       |
| Rzut oszczepem             | Barbora Špotáková | 66,96 SB    | Martina Ratej           | 64,58       | Kimberley Mickle   | 62,94       |

## Rekordy
Podczas mityngu ustanowiono 4 krajowe rekordy w kategorii seniorów:
| Zawodnik                | Reprezentacja | Konkurencja                     | Rezultat |
| ----------------------- | ------------- | ------------------------------- | -------- |
| Pascal Martinot-Lagarde | Francja       | bieg na 110 metrów przez płotki | 12,95    |
| Winnie Nanyondo         | Uganda        | bieg na 800 metrów              | 1:58,63  |
| Caterine Ibargüen       | Kolumbia      | trójskok                        | 15,31    |
| Katerina Stefanidi      | Grecja        | skok o tyczce                   | 4,71     |